# 新巴796B線
新巴796B線是香港的一條已取消的巴士路線，來往又一城及調景嶺站。

## 歷史
1998年，區議員曾向尚德邨居民進行一項有關巴士服務的民意調查，其中包括開辦巴士路線往返九龍西或九龍中的選擇。調查結果顯示，居民屬意開辦往返九龍西的巴士服務，比開辦往返九龍中的高出30%。因此，尚德邨沒有往返黃大仙區的巴士路線，居民只能乘搭296A線前往觀塘市中心，再轉乘其他途經路線。
1999年，運輸署邀請本地四家專利巴士公司競投包括本線（由九巴計劃的296U線修改而成）在內的七條將軍澳南巴士路線，結果由新巴投得，其董事總經理在當時形容這是新巴衝出港島區的第一步，是一個「新地盤」。本線在原定計劃的2001年底正式開辦，與投標時列明的起訖點也一致，新巴把本線包裝成為購物消閒路線，途經多個大型商場如又一城、樂富中心、九龍城廣場、荷里活廣場、德福廣場等，部份用車披上以貴婦狗代言的本線車身廣告，向不同地區的市民宣傳。
可是，本路線受到如客源、競爭者、將軍澳南的道路設計等因素，其客量未如理想。尚德邨居民已習慣利用八達通轉乘優惠，乘296A到觀塘轉乘其他九巴巴士路線，而九龍巴士296C線則在觀塘道與本線存在重疊。
2002年8月，地鐵將軍澳綫通車和觀塘綫延伸至調景嶺站，客量跌至新低點，亦間接令本線成為地鐵的副手，班次不斷被縮減。有見及此，新巴作出路線改動加快行車時間，以及增設八達通巴士轉乘優惠，唯客量未見有起色。
2003年「沙士」肆虐期間起，本線部份班次改派單層巴士行走，以提升每班車的載客量。在客源根本不足的情形下，此舉未能扭轉惡劣的營運狀況，故新巴決意削減班次，在巴士站張貼開出時間表，以及在2007年進行最後一次改道，與港鐵作最後交鋒，但客量並未因此上升。2008年6月8日，因五巴加價，本線首次調整車費，全程收費加幅5.7%（$7 → $7.4），而觀塘往調景嶺的分段收費加幅更接近7%，比起主要競爭對手之一的296C（當日只加了分段收費，全程收費維持不變，仍為$7.2），全程車費貴了2角，再加上班次已縮減最疏30分鐘一班，進一步打擊本線客量。
2010年初，新巴計劃開辦往返將軍澳及沙田區的新路線（798），先決條件是把本線和新巴797M線取消，把資源調撥到新線。經過多輪沙田及西貢區議員與新巴、運輸署角力，最終798線於2010年10月10日起投入服務，同日起本路線停止服務。
2018年6月24日，城巴22線開辦後，提供與新巴796C及796X的轉乘優惠，將軍澳南乘客使用轉乘優惠，再度可以乘巴士前往九龍塘。

## 年表
- 1999年11月30日：運輸署助理署長宣布，新巴得到包括本線在內的七條將軍澳九龍專線的經營權。
- 2001年9月17日：本線投入服務，往返調景嶺（彩明苑）及九龍塘（又一村）。
- 2002年8月11日：新界區總站由彩明苑遷往新落成的調景嶺站公共運輸交匯處。
- 2002年10月15日：簡化黃大仙區行車路線，來回程改經龍翔道，不再途經彩虹道及東頭村道。另外，往調景嶺方向改為先駛經尚德，繼而進入寶盈花園。
- 2002年12月22日：往調景嶺方向恢復途經鳳德道（志蓮淨苑）、彩虹邨及觀塘道（啟業邨）一帶。
- 2007年6月10日：簡化將軍澳區行車路線，來回程改經寶邑路、唐明街及寶順路，不再途經寶盈花園對開一段唐俊街及至善街。
- 2010年初：新巴計劃開辦往來將軍澳及沙田的新路線，其中條件包括取消本線，把資源調撥到新線。
- 2010年3月7日：下午四時許，一輛行走此路線往調景嶺鐵路站方向的富豪超級奧林比安12米（5029／JD9654）誤入翠竹花園通道並且被困，導致翠竹街全線封閉接近6個小時，所有車輛均不能進出翠竹花園，同時令九巴211線亦因此無法進入翠竹花園總站，需以天虹小學作臨時終點站。由於有4輛211線的用車被困在翠竹花園內，因此九巴額外派出2輛12米雙層巴士（3ASV246／KG4410及ATE40／LB6946）行走，間接使211線首次出現雙層巴士。[5]
- 2010年10月10日：本路線停止服務。[6]

## 途經街道
調景嶺站 開 經：景嶺路，寶邑路，寶康路，尚德，寶順路，將軍澳隧道公路，將軍澳隧道，將軍澳公路，將軍澳道，將軍澳天橋，茶果嶺道，鯉魚門道，觀塘道，隧道，觀塘道，天橋，龍翔道，鳳舞街，富美街，竹園道，聯合道，窩打老道，歌和老街及達之路。
又一城 開經達之路，歌和老街，窩打老道，聯合道，竹園道，富美街，鳳舞街，龍翔道，大磡道，上元街，鳳德道，迴旋處，斧山道天橋，彩虹道，彩虹通道，太子道東，觀塘道，天橋，觀塘道，隧道，觀塘道，鯉魚門道，將軍澳道，將軍澳隧道公路，將軍澳隧道，將軍澳隧道公路，支路，寶順路，唐明街，調景嶺站，寶邑路，迴旋處，寶邑路，翠嶺路及景嶺路。

### 沿線車站
| 調景嶺站開 | 調景嶺站開       | 調景嶺站開                     | 又一城開 | 又一城開       | 又一城開                       |
| 序號       | 車站名稱         | 位置                           | 序號     | 車站名稱       | 位置                           |
| ---------- | ---------------- | ------------------------------ | -------- | -------------- | ------------------------------ |
| 1          | 調景嶺站         | 調景嶺站公共運輸交匯處         | 1        | 又一城         | 九龍塘（又一城）公共運輸交匯處 |
| 2          | 健明邨           | 景嶺路                         | 2        | 義德道         | 歌和老街                       |
| 3          | 將軍澳中心       | 寶邑路                         | 3        | 金城道         | 聯合道                         |
| 4          | 將軍澳站         | 寶邑路                         | 4        | 嘉強苑         | 富美街                         |
| 5          | 將軍澳廣場       | 寶邑路                         | 5        | 橫頭磡邨宏照樓 | 富美街                         |
| 6          | 富康花園         | 寶康路                         | 6        | 龍翔官立中學   | 龍翔道                         |
| 7          | 唐明街           | 唐明街                         | 7        | 黃大仙站       | 龍翔道                         |
| 8          | 牛頭角站         | 觀塘道                         | 8        | 沙田坳道       | 龍翔道                         |
| 9          | 定富街           | 觀塘道                         | 9        | 荷里活廣場     | 上元街                         |
| 10         | 牛頭角下邨       | 觀塘道                         | 10       | 志蓮淨苑       | 鳳德道                         |
| 11         | 九龍灣站         | 觀塘道                         | 11       | 彩虹邨金碧樓   | 彩虹邨通道                     |
| 12         | 啟泰苑           | 觀塘道                         | 12       | 坪石邨         | 太子道東                       |
| 13         | 彩虹邨丹鳳樓     | 龍翔道                         | 13       | 啟業邨         | 觀塘道                         |
| 14         | 鑽石山站         | 龍翔道                         | 14       | 九龍灣站       | 觀塘道                         |
| 15         | 黃大仙中心       | 龍翔道                         | 15       | 牛頭角下邨     | 觀塘道                         |
| 16         | 摩士公園游泳池   | 龍翔道                         | 16       | 觀塘道休憩處   | 觀塘道                         |
| 17         | 橫頭磡邨宏業樓   | 富美街                         | 17       | 創紀之城       | 觀塘道                         |
| 18         | 橫頭磡邨宏富樓   | 富美街                         | 18       | 觀塘警署       | 將軍澳道                       |
| 19         | 浸會大學逸夫校園 | 聯合道                         | 19       | 唐明苑         | 唐明街                         |
| 20         | 根德道           | 歌和老街                       | 20       | 尚德商場       | 唐明街                         |
| 21         | 又一城           | 九龍塘（又一城）公共運輸交匯處 | 21       | 佛教志蓮小學   | 唐俊街                         |
|            |                  |                                | 22       | 將軍澳廣場     | 寶邑路                         |
| 23         | 寶盈花園         |                                |          |                | 寶邑路                         |
| 24         | 將軍澳站         |                                |          |                | 寶邑路                         |
| 25         | 將軍澳中心       |                                |          |                | 寶邑路                         |
| 26         | 調景嶺站         | 調景嶺站公共運輸交匯處         |          |                |                                |

## 收費
全程：$7.4
- 勵業街往又一村/九龍灣站往調景嶺站：$6.3
- 彩虹邨丹鳳樓往又一村：$5.0
- 康寧道往調景嶺站：$4.6
- 唐明苑往調景嶺站：$3.4

### 八達通轉乘優惠
- 796B←→792M、796S、797M
- 由登上本路線2小時內轉乘上述路線，或由上述路線轉乘本路線，次程可獲$1優惠。